# Circuit de Guia
Le circuit de Guia (en chinois : 東望洋跑道, et en portugais : Circuito da Guia) est un circuit automobile temporaire empruntant les rues de la ville de Macao (Chine). Il accueille chaque année le Grand Prix de Macao de Formule 3, la Macau Guia Race dernière épreuve du TCR World Tour (en), la Coupe du Monde GT de la FIA et le Grand Prix moto de Macao.

## Tracé
Le tracé, situé en bordure de l'Océan Pacifique, présente un développement de 6,2 km, ce qui est particulièrement long pour un circuit urbain, et un dénivelé de 30 mètres. Il comprend une longue section de pleine charge entre la ligne de départ et le virage de l'hôtel Lisboa, permettant aux monoplaces de Formule 3 d'atteindre la vitesse de 260 km/h. Cette section tranche avec l'autre partie du circuit, plus sinueuse et étroite car se développant sur les flancs du mont de la Guia, à l'image de l'épingle très serrée de Melco.

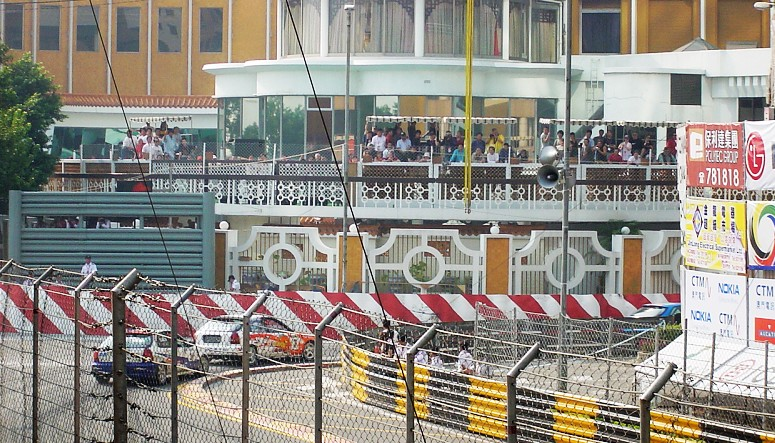
L'entrée du virage de l'Hotel Lisboa